# Cattedrale dell'Avana
La cattedrale dell'Avana (Catedral de la Virgen María de la Concepción Inmaculada) è situata nel cuore dell'Avana Vecchia e sede dell'arcidiocesi di San Cristóbal de la Habana, fu costruita nel XVIII secolo ampliando un antico oratorio. In stile barocco, nel 1982 è stata dichiarata patrimonio dell'umanità dall'UNESCO.

## Storia

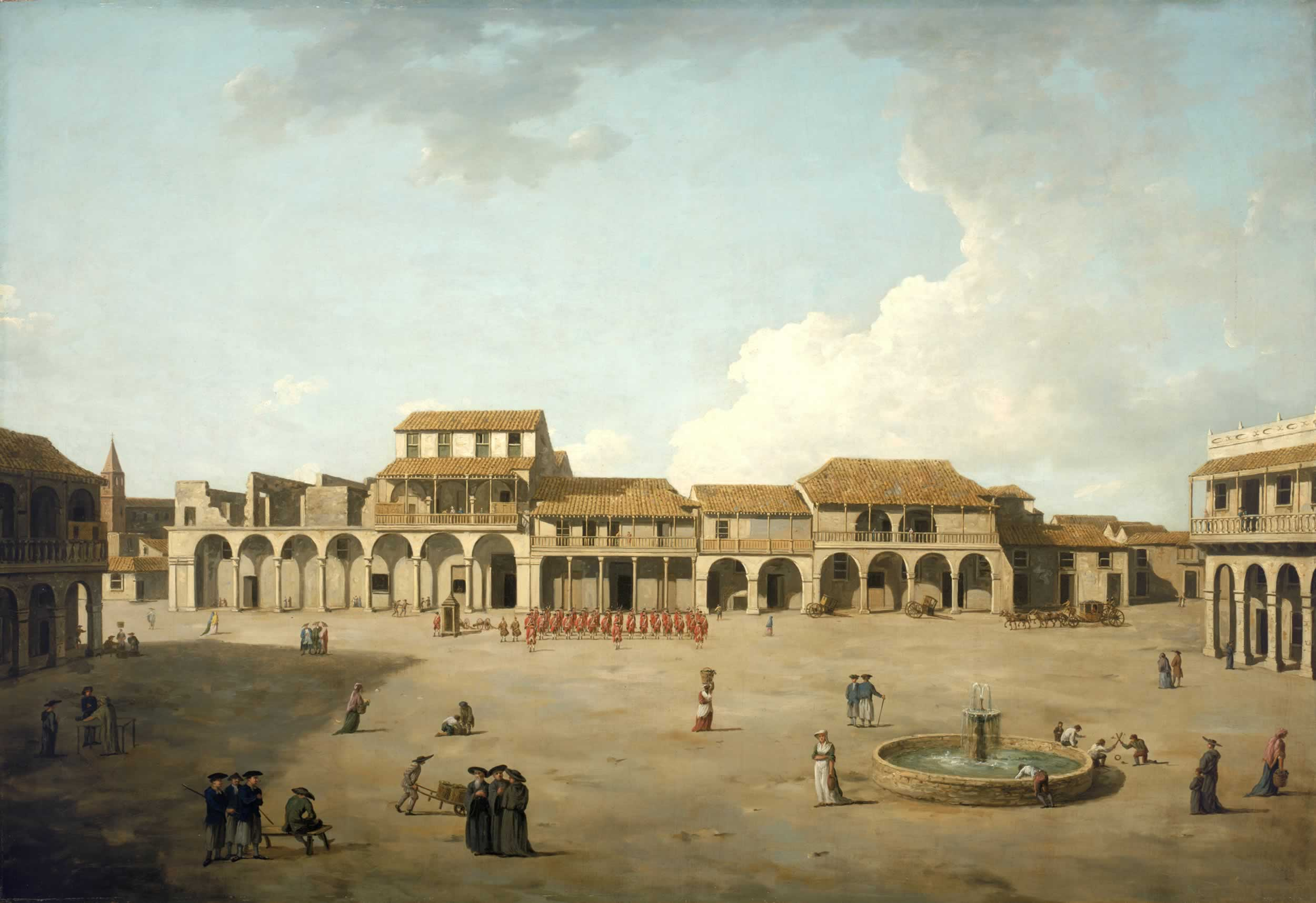
La piazza della cattedrale nel 1762 durante l'occupazione inglese in un dipinto di Dominic Serres

Con l'aumento dei convertiti al cattolicesimo tra gli indigeni locali, crebbe velocemente a Cuba la necessità di nuovi edifici religiosi. Una delle prime e più ampie comunità religiose sull'isola furono i gesuiti, che si erano visti negare il permesso di costruirne dal comando militare di Cuba. Grazie all'intercessione del vescovo di Santiago di Cuba, Diego Evelino Hurtado de Compostela, che si occupò inoltre di acquistare il terreno dove sarebbe sorta la cattedrale, il permesso di costruire fu concesso ai missionari. Il sito per la futura cattedrale fu stabilito nella ex Plaza de La Ciénaga. Nel 1727 furono approvati i piani per la costruzione di una chiesa con annesso convento e collegium.
Nel 1748 iniziarono i lavori di costruzione sul sito di una precedente chiesa, e terminarono nel 1777, dieci anni dopo che Carlo III di Spagna aveva espulso i gesuiti dall'isola.
Una leggenda metropolitana vuole che un tempo la cattedrale custodisse le spoglie di Cristoforo Colombo. Nel 1796, a seguito della pace di Basilea, fu firmato un accordo secondo il quale la Spagna cedeva gran parte dei suoi territori coloniali alla Francia, e quindi i resti di Colombo sarebbero stati spostati e nascosti in un'urna posta sotto l'Altare del Vangelo nella cattedrale, per poi tornare in Spagna nel 1898 dopo la guerra d'indipendenza cubana.
La cattedrale è stata restaurata e rinnovata tra il 1946 e il 1949. L'architetto cubano Cristóbal Martínez Márquez fu a capo del progetto ed attraverso complesse procedure architettoniche diede maggior respiro agli interni permettendo una maggior entrata alla luce e migliorando il sistema di ventilazione.

## Interni
All'interno della cattedrale sono presenti vari dipinti ed affreschi. In gran parte sono copie di originali che si trovano in chiese di Roma o in vari musei del mondo. Le cappelle laterali contengono copie di dipinti di Peter Paul Rubens e Bartolomé Esteban Murillo. Sopra l'altare maggiore (relativamente austero e spartano) ci sono tre affreschi dell'artista neoclassico Giuseppe Perovani, raffiguranti tre episodi del Vangelo: La consegna delle chiavi, L'ultima cena e L'Ascensione. Gli affreschi dipinti sono pervenuti a noi in cattivo stato avendo perso la loro bellezza originaria. Soltanto L'Ascensione ancora oggi conserva intatta l'impronta del Perovani. Inoltre, è presente in loco una grande statua di San Cristoforo.

## Galleria d'immagini

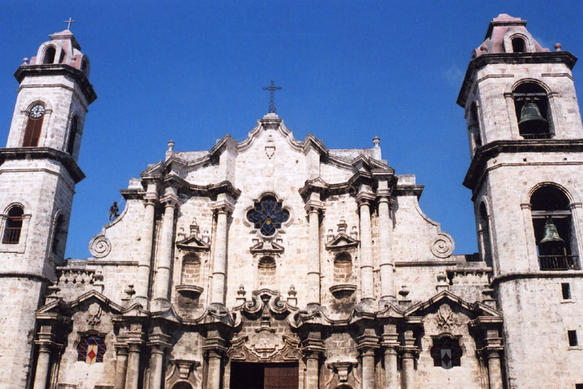
Facciata
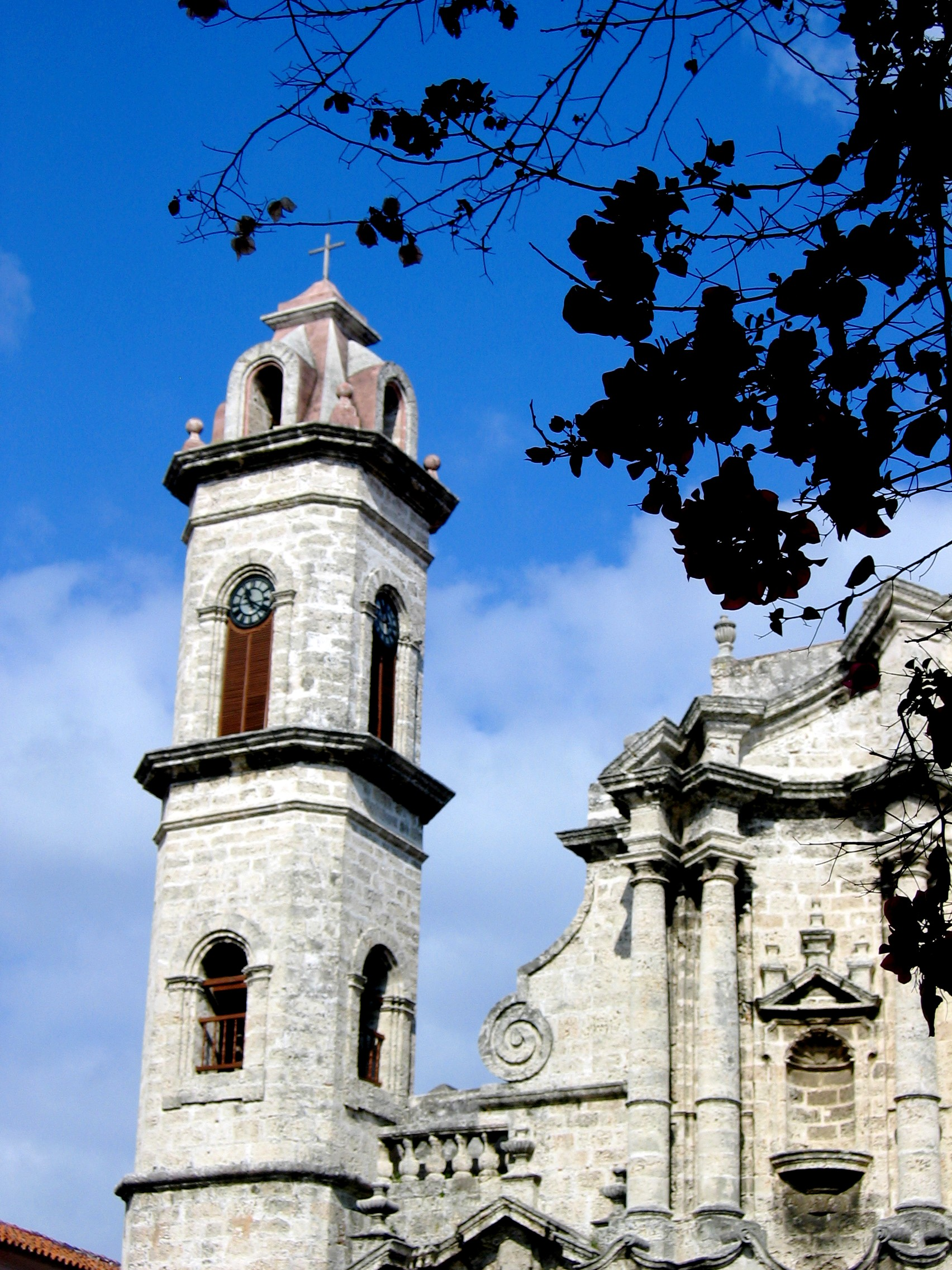
Campanile della cattedrale con orologio
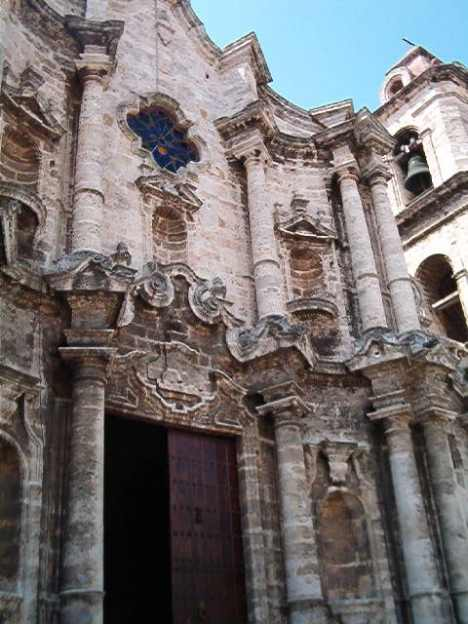
Veduta ravvicinata della facciata
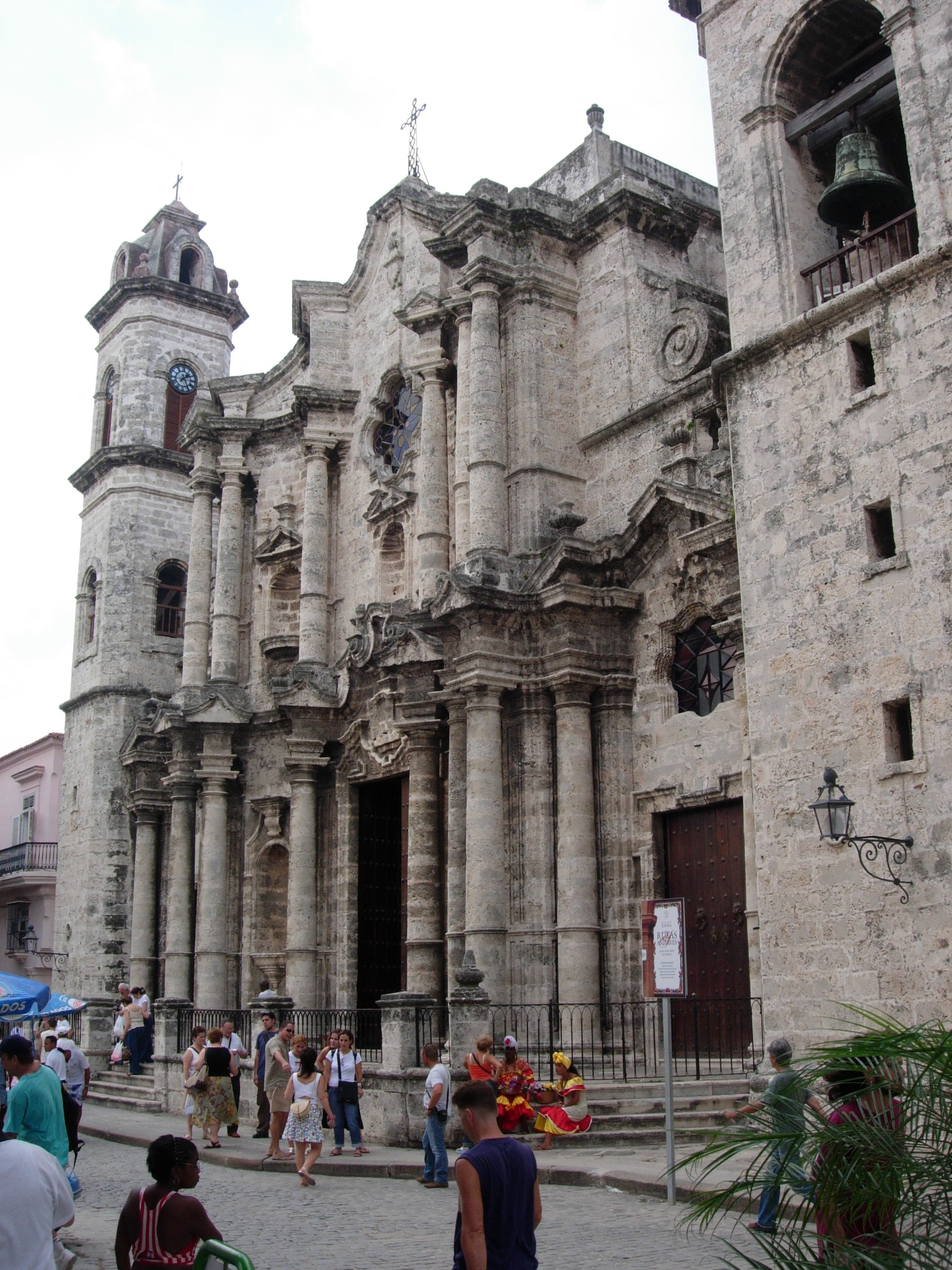
Veduta di lato
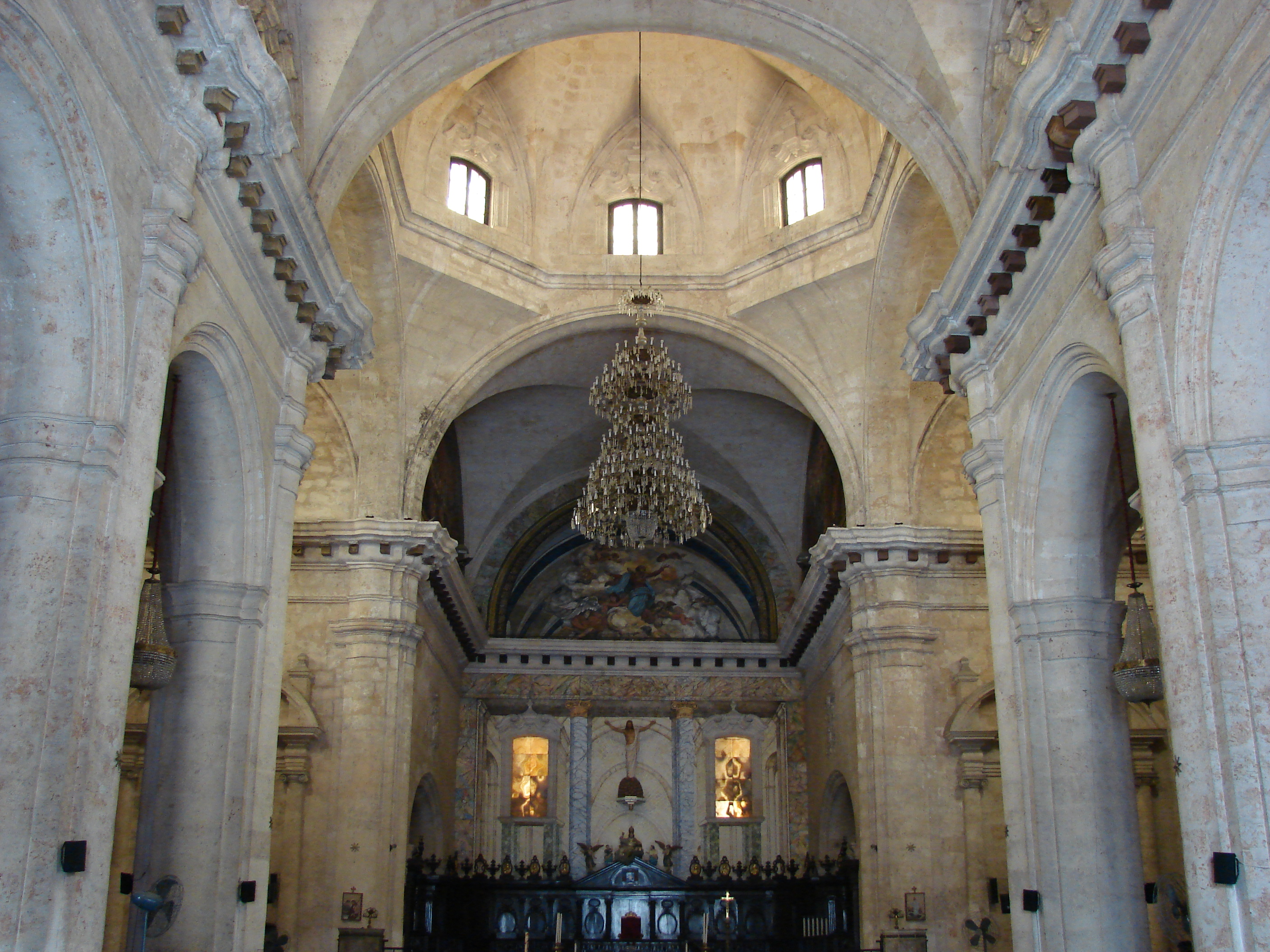
Un affresco nella cattedrale
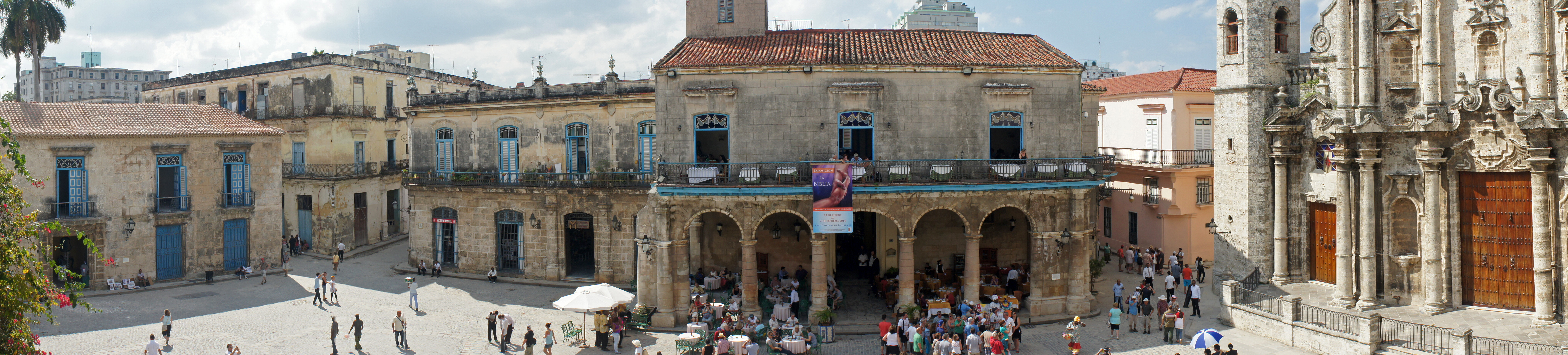
Veduta della piazza
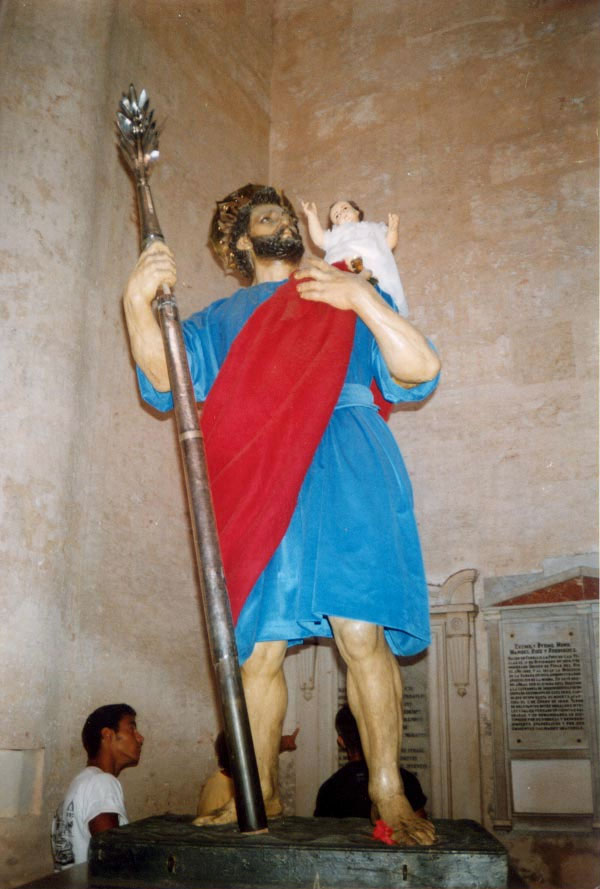
Statua di san Cristoforo
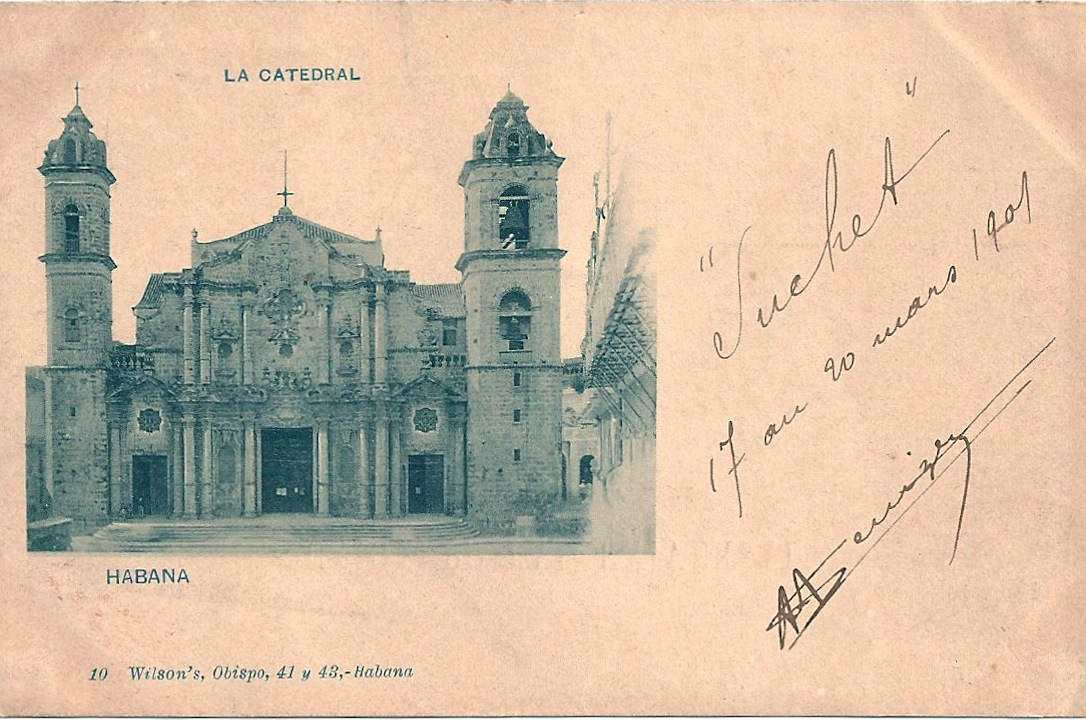
La cattedrale in una cartolina del 1901
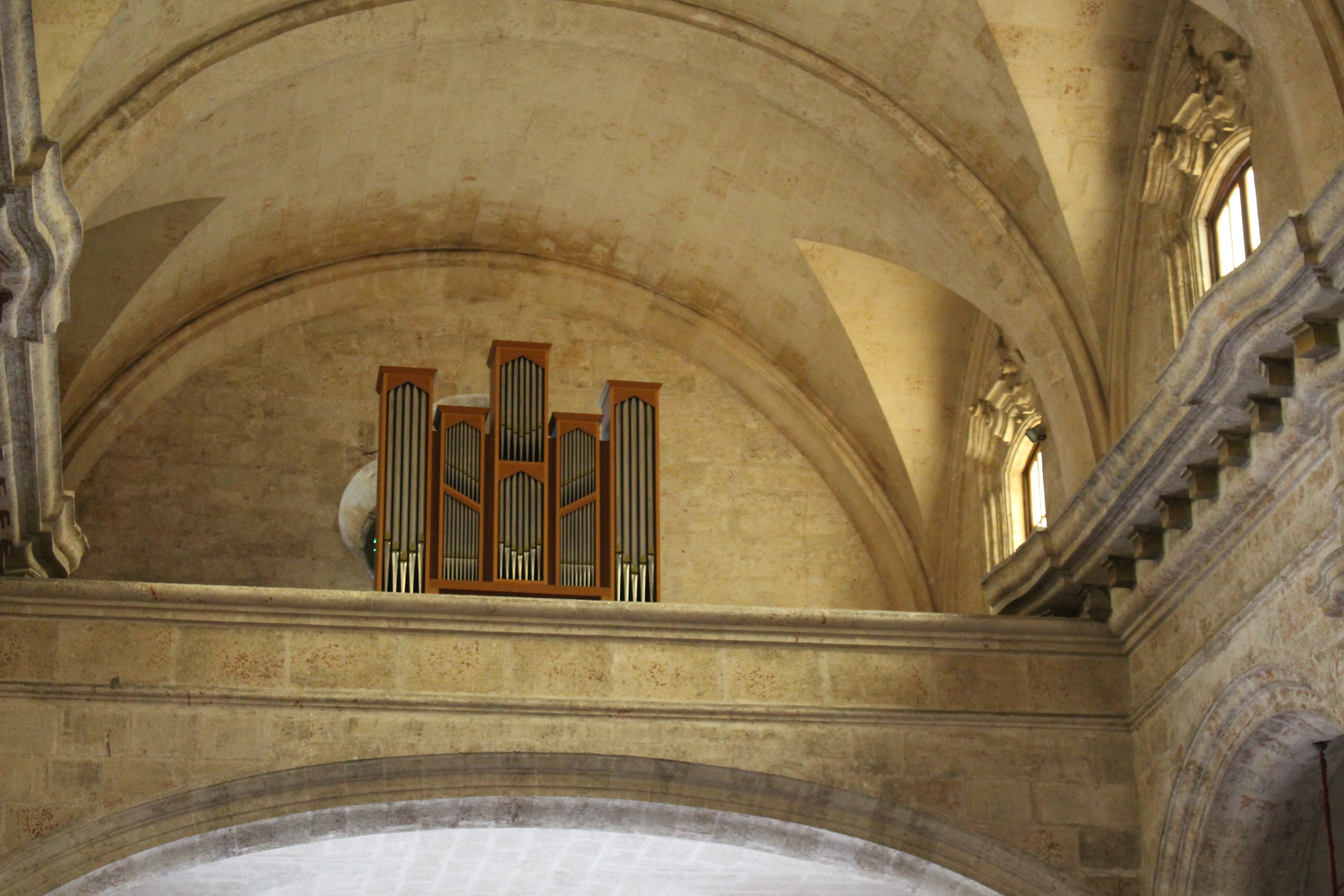
L'organo a canne
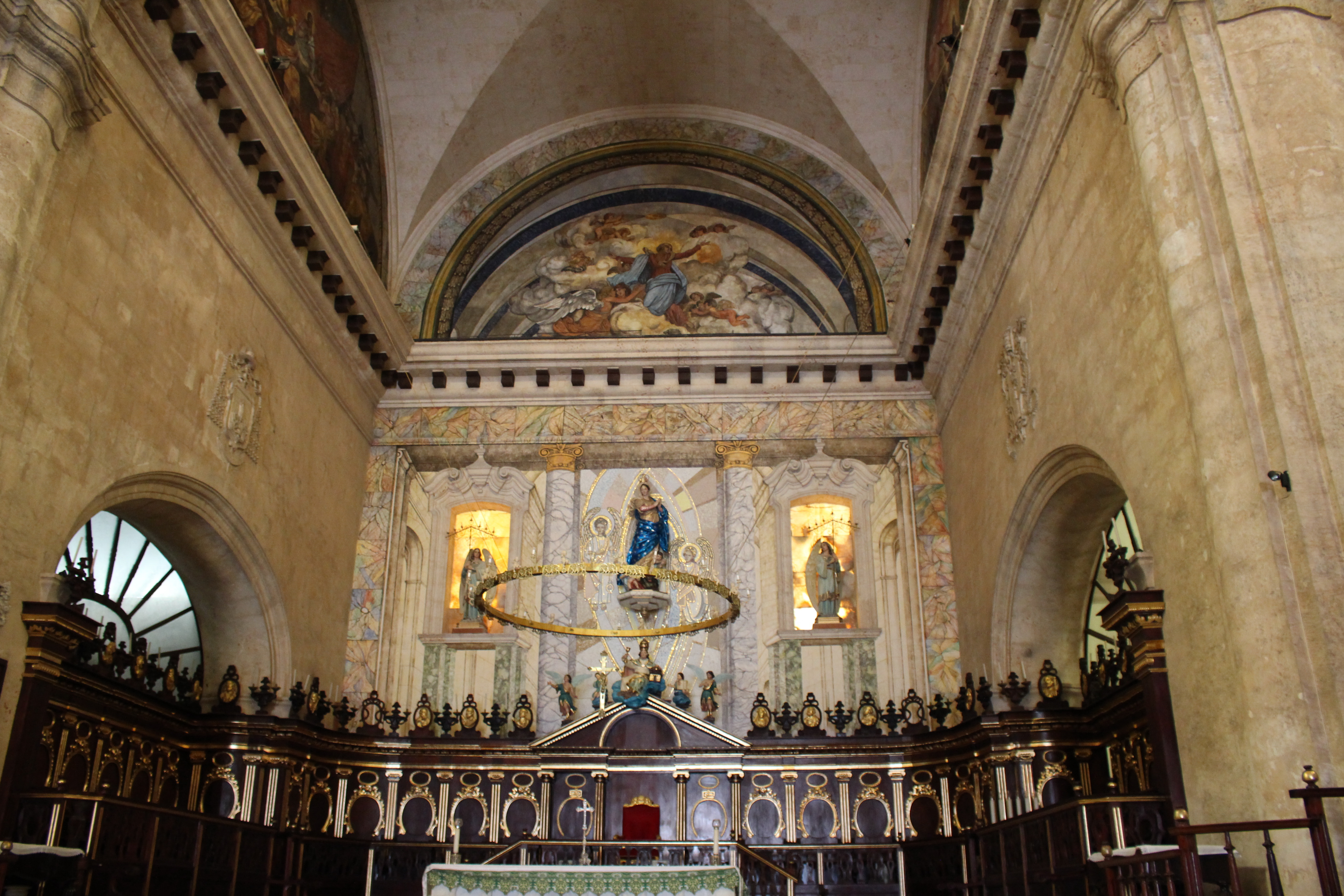
Altare maggiore